# Fabio Bussotti
Fabio Bussotti (Trevi, 29 gennaio 1963) è un attore e scrittore italiano.

## Biografia
Attore di teatro e di cinema, si è diplomato presso la Bottega Teatrale di Firenze nel 1984. Ha lavorato in teatro con registi quali Adolfo Celi, Alvaro Piccardi, Ermanno Olmi e molti altri. In cinema, tra gli altri, con Liliana Cavani, Federico Fellini, Luigi Faccini, Maurizio Zaccaro, Mario Monicelli. Ha vinto nel 1989 il Nastro d'argento come migliore attore non protagonista per il film Francesco di Liliana Cavani.
Allievo di Vittorio Gassman, è stato impegnato in teatro al fianco di Alessandro Gassmann in La Parola ai Giurati e in tv tra i protagonisti della fiction Dottor Clown diretta da Maurizio Nichetti. È anche sceneggiatore. 
Nel 2012 ha ricoperto il ruolo del Marchese di Forlimpopoli ne La locandiera di Carlo Goldoni, regia di Giuseppe Marini, con Nancy Brilli.
Nel 2008 ha pubblicato il suo primo libro, L'invidia di Velázquez, romanzo giallo che ha per protagonista il commissario Flavio Bertone.  Successivi sono Il cameriere di Borges (2012, ripubblicato nel 2017 da Mincione Edizioni), Le lacrime di Borromini (2015), Al cuore di Beckett (2016) e San Francesco a Central Park (2017) per Mincione Edizioni, appartenenti alla serie delle indagini del commissario Bertone.

## Filmografia parziale
- Windsurf - Il vento nelle mani regia di Claudio Risi (1984)
- Francesco regia di Liliana Cavani (1989)
- Verso sera regia di Francesca Archibugi (1990)
- Il gioco delle ombre regia di Stefano Gabrini (1991)
- Notte di stelle regia di Luigi Faccini (1991)
- La valle di pietra - Kalkstein regia di Maurizio Zaccaro (1992)
- L'articolo 2 regia di Maurizio Zaccaro (1993)
- Controvento regia di Peter Del Monte (2000)
- Nemmeno in un sogno regia di Gianluca Greco (2002)
- Dr. Clown regia di Maurizio Nichetti (2008)
- R.I.S. Roma 3 - Delitti imperfetti (2012)
- Francesco di Liliana Cavani (2014)
- La Stella di Greccio di Arnaldo Casali (2023)
- Berlinguer. La grande ambizione di Andrea Segre (2024)

## Opere
- L'invidia di Velázquez, 2008, Sironi Editore
- Il cameriere di Borges, 2012, Perdisa Pop Editore; seconda edizione 2017 Mincione Edizioni.
- Le lacrime di Borromini, 2015, Mincione Edizioni
- Al cuore di Beckett, 2016, Mincione Edizioni
- San Francesco a Central Park, 2017, Mincione Edizioni
- L'amico di Keats, 2019, Mincione Edizioni
- La ragazza di Hopper, 2021, Mincione Edizioni